# Monument national (Pays-Bas)
Pour les autres articles nationaux ou selon les autres juridictions, voir Monument historique.
Pour les articles homonymes, voir Monument national.

Le nouvel emblème apposé sur les monuments nationaux néerlandais depuis 2014.

Un monument national (en néerlandais : Rijksmonument, littéralement « monument d’État ») est aux Pays-Bas un monument (édifice ou objet) reconnu pour son intérêt esthétique, scientifique, historique ou culturel. 
L'organisme responsable de s'occuper des monuments s'appelait autrefois Rijksdienst voor de Monumentenzorg (« Service national pour la Conservation du patrimoine »). À partir de 2009, il a été réorganisé regroupant l'ensemble des structures et rebaptisé, s’appelant désormais la Rijksdienst voor het Cultureel Erfgoed (« Service national pour le Patrimoine Culturel »).
Pour être désigné, un monument doit être âgé de plus de 50 ans et satisfaire à plusieurs critères. En 2009, on compte environ 51 000 monuments nationaux désignés aux Pays-Bas.

## Quelques monuments nationaux

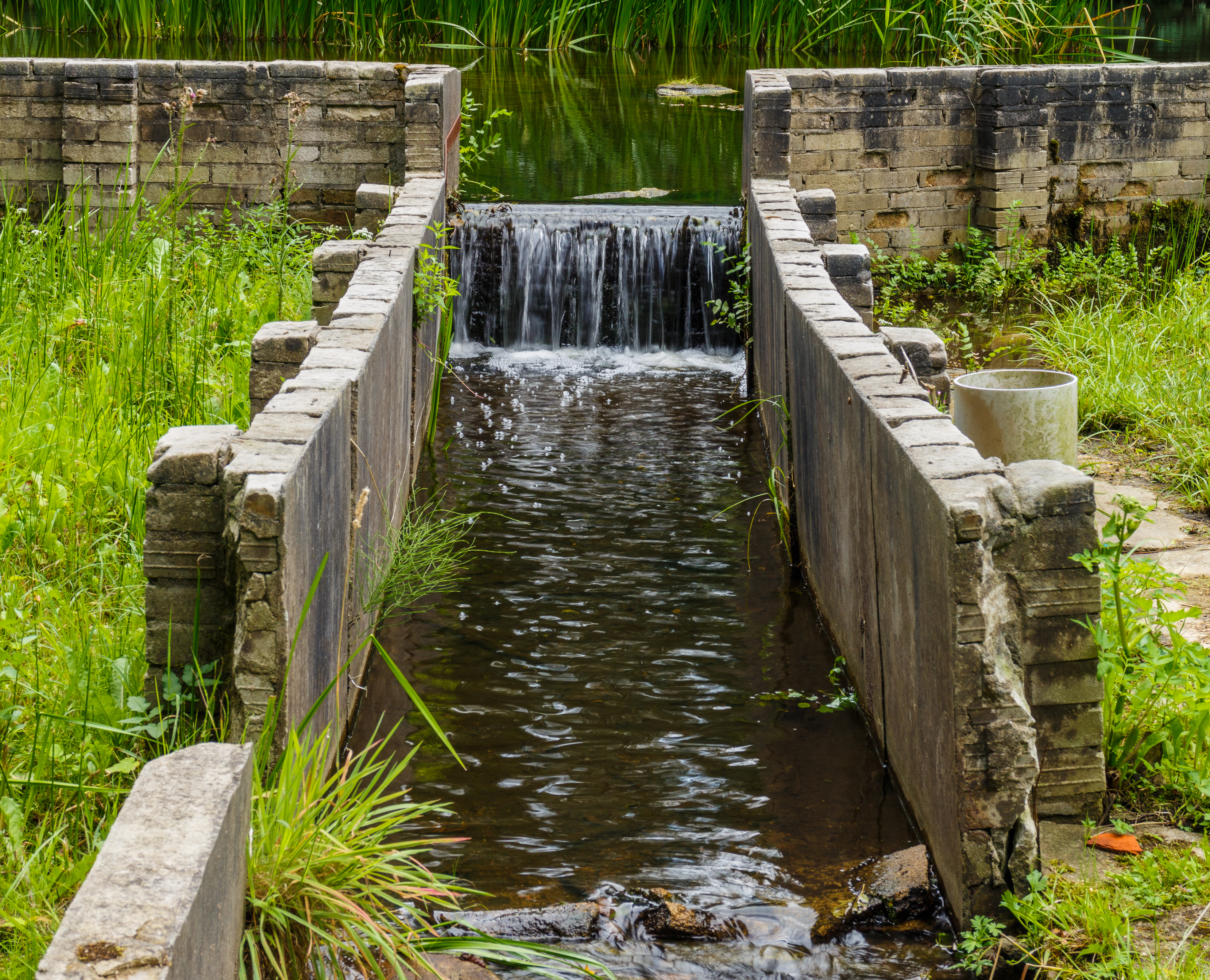
Waterloopbos, système de protection des eaux.
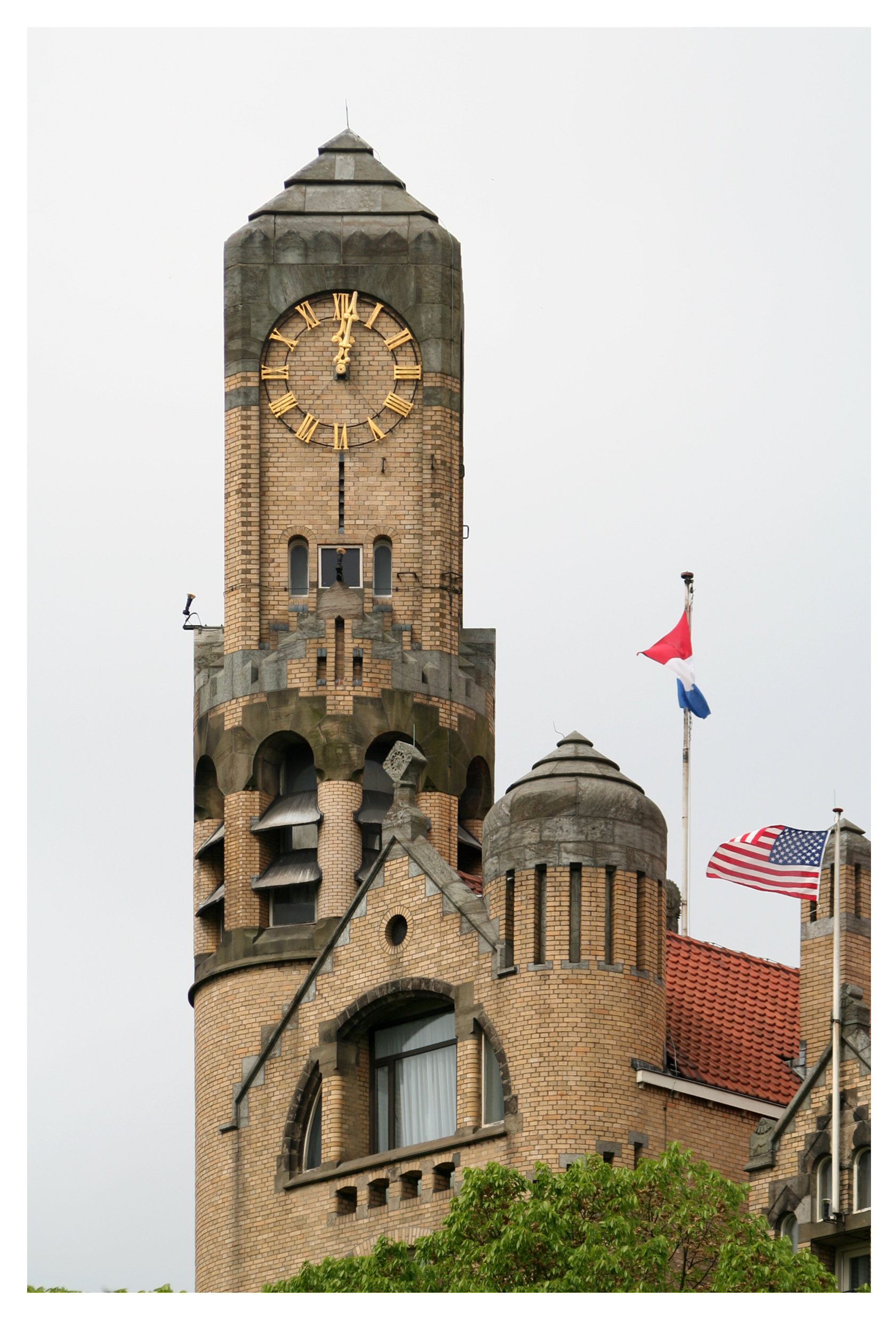
L'American Hotel à Amsterdam.
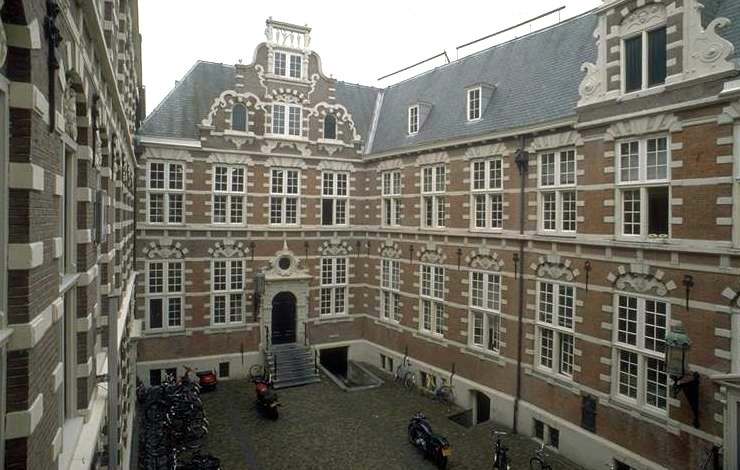
La Maison des Indes orientales, à Amsterdam.
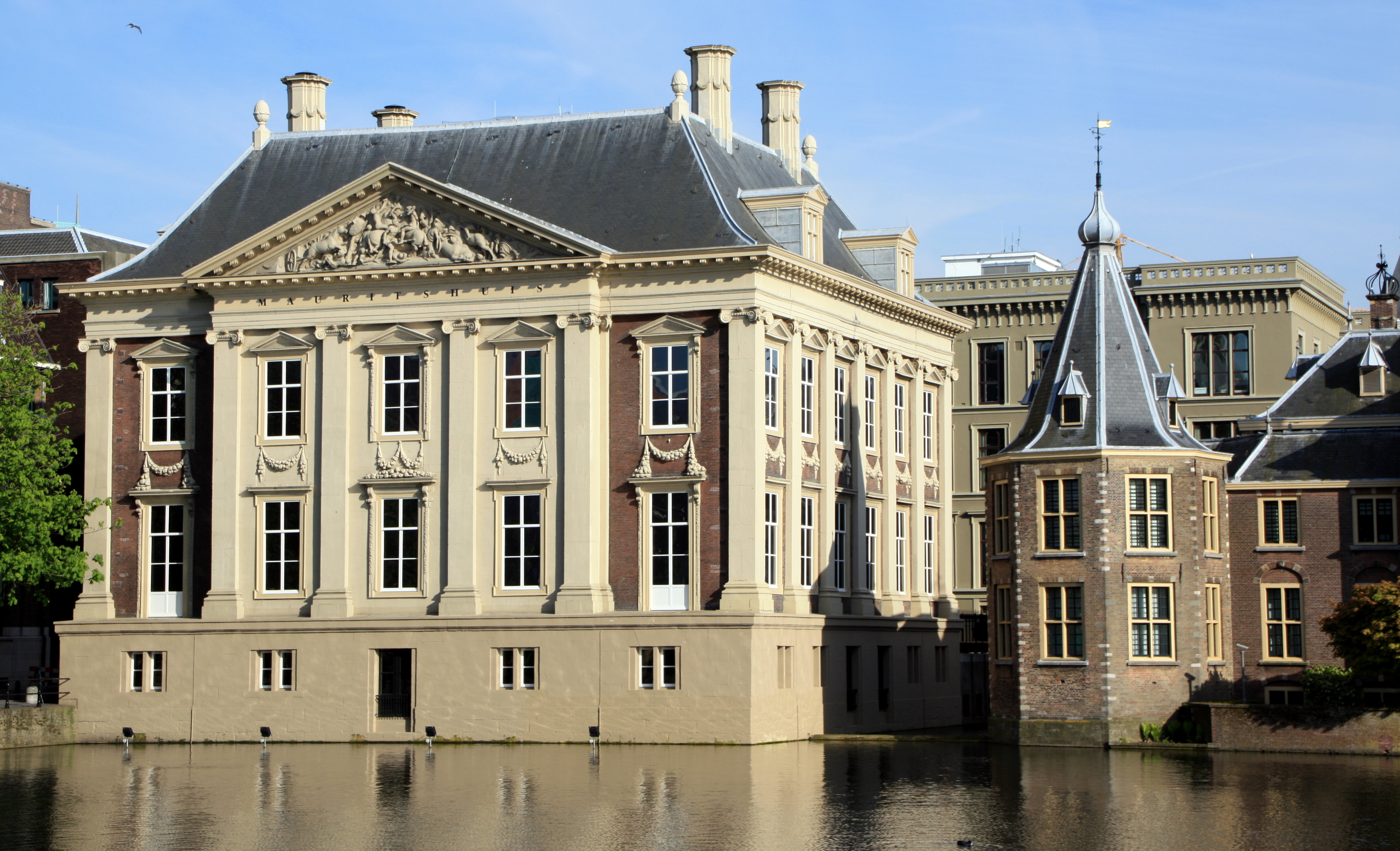
Le Mauritshuis, musée à La Haye.
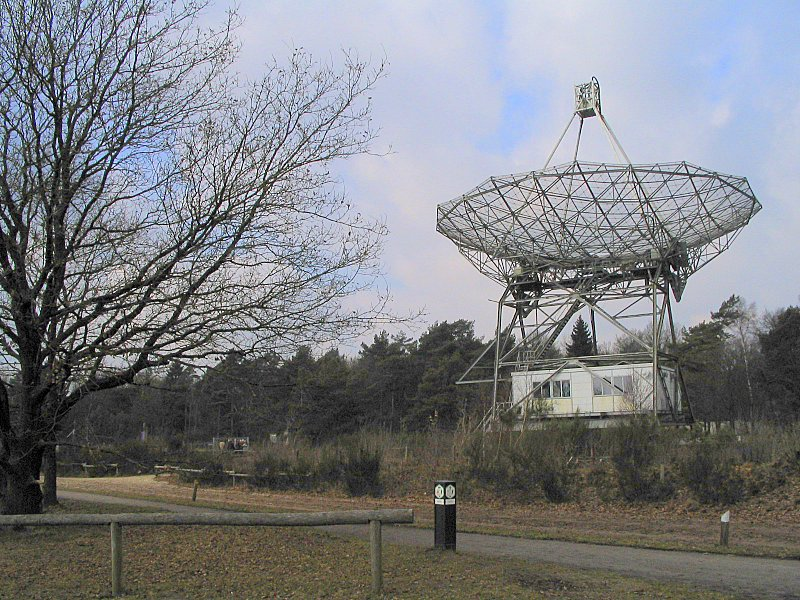
Le radiotélescope de Dwingeloo.
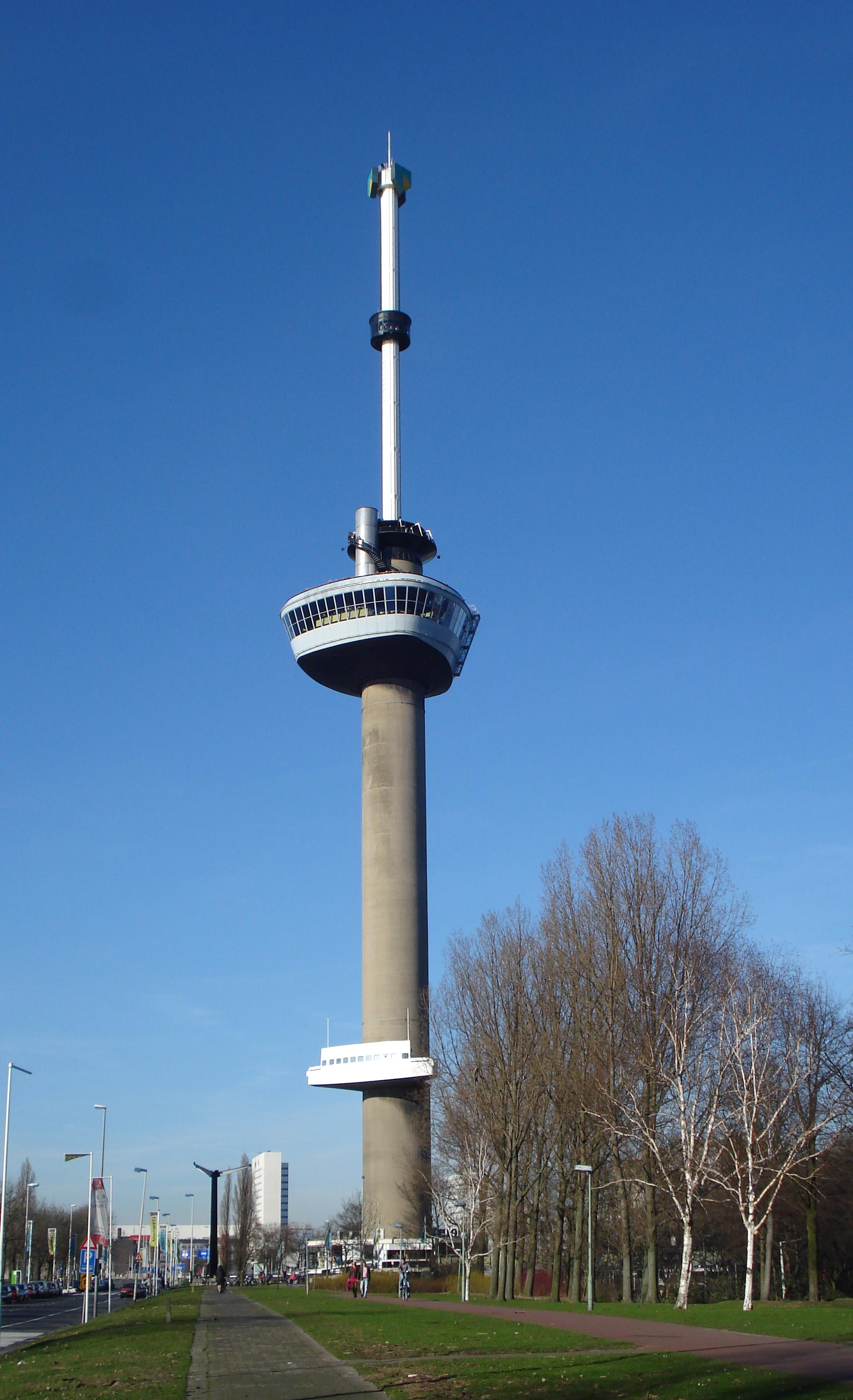
L'Euromast à Rotterdam.

## Histoire

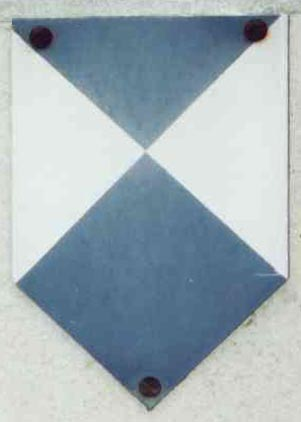
Ancien emblème bleu et blanc des Rijksmonumenten, tel que défini par la Convention de La Haye de 1954.

Le programme des monuments nationaux a été lancé lors du Congrès de La Haye en 1954. La législation actuelle relative aux monuments nationaux est la loi des Monuments de 1988 (Monumentenwet van 1988).
En juin 2009, la Cour de La Haye a décidé que les acheteurs des bâtiments qui ont été répertoriés comme monuments nationaux seraient exemptés de payer la taxe de transfert à partir du 1er mai 2009. Cette exemption était auparavant seulement appliquée aux entités juridiques.